# فرهنگ سامبالپوری
فرهنگ سامبالپوری (انگلیسی: Sambalpuri culture)، سامبالپور، در اودیشای غربی منطقه‌ای در هند است. آهنگ‌ها، لباس‌ها، رقص‌ها، زبان، غذا و جشنواره‌هایی که در سامبالپور و غربی اودیشا برگزار می‌شوند منحصربه‌فرد هستند. این هویت فرهنگی متمایز از پیوند قوی جوامع قبیله ای و عامیانه ناشی می‌شود که برای قرن‌ها در سامبالپور و سایر مناطق منطقه غربی اودیشا وجود داشته‌اند.